# ミロスラフ・ボタバ
ミロスラフ・"ミルコ"・ボタバ（Miroslav "Mirko" Votava、1956年4月25日 - ）は、チェコ・プラハ出身のドイツ人元サッカー選手でありサッカー指導者。ポジションはMF。
運動量豊富かつ戦術理解度の高い守備的MFとして活躍し、ブンデスリーガでは41歳で現役引退するまで通算546試合に出場した（ブンデスリーガにおける史上4番目の出場試合数）。キャリアの大半をヴェルダー・ブレーメンで過ごし、5つのタイトルを獲得。ボルシア・ドルトムントにも8年間在籍している。
UEFA欧州選手権1980の西ドイツ代表メンバー。

## クラブ経歴

### ドルトムント / アトレティコ
チェコスロバキア時代のプラハに生まれ、1968年に起こったプラハの春による戦火から逃れるため西ドイツのヴィッテンに移住した。亡命後、地元のVfLヴィッテンを経て1973年にボルシア・ドルトムントの下部組織に加入した。1974年から当時2部に在籍していた同クラブでプロキャリアをスタートさせた。
2年目にドルトムントがブンデスリーガに昇格すると、ヴォタヴァは1部の舞台で22試合3ゴールを記録した。1977年からはクラブの中心選手として活躍し、1982年までの5年間において、欠場したリーグ戦はわずか3試合しかなかった。8年間在籍していたドルトムントではあったが、一度もタイトル獲得には至っておらず、何度かタイトル獲得の機会はあったものの、いずれも準優勝に終わっている。
1982年、移籍金約4億円でアトレティコ・マドリードに移籍した。加入後すぐにレギュラーに定着。1985年にはコパ・デル・レイ優勝を飾り、自身初のプロキャリアにおけるファーストタイトルとなった。

### ブレーメン
1985年、29歳となったボタバは後に11シーズンを過ごすことになるヴェルダー・ブレーメンへ移籍した。ブレーメンでは1991-92シーズンのUEFAカップウィナーズカップ制覇と2度のリーグ優勝に貢献した (リーグ優勝を果たしたシーズンは合わせて65試合に出場している)。1996年8月24日、この日のVfBシュトゥットガルトで記録した40歳と121日でのゴールで、リーグ最年長得点記録を更新した。それから約13年後の2019年2月16日、クラウディオ・ピサーロがヘルタ・ベルリン相手に40歳と136日で決めたゴールで、ヴォタヴァの持つ記録は塗り替えられた。
1996年、当時2部に在籍していたVfBオルデンブルクに2シーズン所属して現役を引退した。また、ヴォタヴァは23年間のキャリアで1度も退場処分を受けていない。
オルデンブルクで現役引退後、同クラブにて監督を務め、1998年にSCメッペンの監督に就任した。2002年から2004年には1.FCウニオン・ベルリンの監督を務め、2017年より古巣ブレーメンにて主にユース世代の育成やスカウトを担当している。

## 代表経歴
UEFA欧州選手権1980に臨む西ドイツ代表に選出された。大会では主にバックアッパーとしての立ち位置であったため、大会出場はグループリーグのギリシャ戦のみだった。国際Aマッチ通算5キャップ。

## 人物
実子のデニス・ボタバも同じくサッカー選手であり、ヴェルダー・ブレーメンの下部組織に在籍していた。ブレーメンのBチームまでは昇格したものの、それ以降はドイツのアマチュアリーグでプレーし、現役を引退した。

## タイトル

### クラブ
アトレティコ・マドリード
- コパ・デル・レイ : 1回 (1984-85)

ヴェルダー・ブレーメン
- ブンデスリーガ : 2回 (1987-88, 1992-93)
- DFBポカール : 2回 (1990-91, 1993-94)
- UEFAカップウィナーズカップ : 1回 (1991-92)
- DFLスーパーカップ : 3回 (1988, 1993, 1994)

### 代表
西ドイツ代表
- UEFA欧州選手権1980